# カフーリゾートフチャク コンド・ホテル
カフーリゾートフチャク コンド・ホテルは、沖縄県国頭郡恩納村冨着にあるリゾートホテル。

## 概要
2009年7月プレオープン、2010年3月グランドオープン。「カフー」とは「果報」の沖縄方言（沖縄語）読みで、「幸せ」の意味である。「フチャク」とはホテルが立地する地名である恩納村の字「冨着」の事である。
ホテル棟、コンドミニアム棟、アネックス棟の3棟で構成されており、それぞれ異なる滞在スタイルに向けた客室を設置している。ホテル棟とコンドミニアム棟は渡り廊下で接続されており、コンドミニアム棟の宿泊者および居住者はホテル棟の共用部分へ行き来できる。
ホテル棟の館内には共用部分としてレストラン「ザ・オレンジ」、デリ、カフェ&バー、スパ、ジムなどがあり、アネックス棟の最上階にはレストラン「琉球BBQ Blue」がある。またホテル棟前とアネックス棟の屋上にはインフィニティ・プールがある。
数種類の枕をはじめ、デザイン家電や美顔器、ベビーグッズ、天体望遠鏡など客室で使用できるレンタルグッズ（一部有料）が充実している。
客室はすべて販売されており、ホテルの1室をオーナーとして所有できる。

## 沿革
- 2009年7月 プレオープン。
- 2010年3月 グランドオープン。Bエリア（ホテル棟）、Cエリア（コンドミニアム棟）と、Aエリア（レストラン「無垢」、碧のチャペル）で構成。Dエリアは駐車場として利用。
- 2014年4月 Dエリアの駐車場を閉鎖、アネックス棟建設工事開始。
- 2016年4月 Dエリアでアネックス棟がオープン。恩納ビーチにビーチハウスをオープン。
- 2017年ごろ 国道58号からカフーリゾートおよび隣接する沖縄国際ゴルフ倶楽部 （現PGMゴルフリゾート沖縄） への入場路およびゲートを設置。
- 2020年 Aエリアのレストラン「無垢」および碧のチャペルの営業を終了。
- 2022年3月 AエリアにAQUASENSE Hotel & Resortプレオープン （カフーリゾートとは別ホテルとして運営。ただし施設の相互利用可）。
- 2022年4月 AQUASENSE Hotel & Resortグランドオープン。

## 館内施設
- ホテル棟・コンドミニアム棟・アネックス棟共通
客室
冷蔵庫・電子レンジ・コーヒーメーカー等完備している。
なおコンドミニアム棟、アネックス棟は客室内に洗濯機を備えているが、ホテル棟は備えていない。
- ホテル棟
ワイン & ダイニング「The Orange」
沖縄食材をふんだんに利用し、イタリアの家庭料理と融合させた新しい沖縄料理を提供。
ファンクションルーム
オーシャンビューのフレキシブルな空間。
ザ グリーン スパ
日本のホテルスパで初めてイブ・テーラーのアロマセラピートリートメントを導入。沖縄素材を取り入れたボディケアも提供。
デリ
沖縄食材を取り入れた創作デリメニュー、スイーツを提供。テイクアウト可。
カフェ & バー
キャッシュオンデリバリースタイル。週末は地元アーティストのライブを開催。
プール
屋外プール（4～10月営業）
ジム
24時間利用可
ランドリールーム
コンシェルジュ
ショップ
フラワーショップ
ブライダルサロン
- アネックス棟
琉球BBQ「Blue」
ショップ
プール
屋上プール（4～10月営業）
- 屋外
ガーデンウォーク
ライブラリー赤瓦
- 冨着ビーチ
ビーチハウス

### 過去に存在した施設
レストラン「無垢」
Aエリアに独立した建物として設置。沖縄料理と日本料理の融合が特徴。AQUASENSE Hotel & Resortの建設に伴い営業終了。
碧のチャペル
Aエリアに独立した建物として設置。AQUASENSE Hotel & Resortの建設に伴い営業終了。
インターネットコーナー
ホテル棟2階のショップ、デリ付近に設置。24時間利用可能なパソコンを備えていた。